# Konflikt in Oaxaca
Als Konflikt in Oaxaca wird der Höhepunkt der Mobilisierung zivilgesellschaftlicher Organisationen bezeichnet, die ab Mitte des Jahres 2006 weite Teile von Oaxaca de Juárez, Landeshauptstadt des mexikanischen Bundesstaates Oaxaca, lahmlegte und in eine Welle staatlicher Repression mündete.
Im Zuge der Mobilisierung von 2006 konstituierte sich die Volksversammlung der Völker Oaxacas (APPO) aus der unabhängigen Sektion 22 der nationalen Lehrergewerkschaft SNT sowie zahlreichen sozialen Organisationen, viele davon aus der indigenen Bevölkerung. Eine der Hauptforderungen der APPO war der Rücktritt von Gouverneur Ulises Ruiz Ortiz. Ruiz wird u. a. vorgeworfen, durch Wahlbetrug an die Macht gekommen zu sein und den Bundesstaat korrupt zu regieren. Während des Konflikts, bei der Rückeroberung durch die Armee und im Zuge der folgenden Repression kamen mindestens 26 Menschen ums Leben, die meisten von ihnen Mitglieder der APPO.

## Bedeutung in Mexiko
Obwohl der Konflikt aufgrund interner, der Situation im Bundesstaat geschuldeten Faktoren entstand, wurde er in ganz Mexiko aufmerksam verfolgt, da sein Höhepunkt in eine politisch labile Zeit fiel. Am 2. Juli 2006 unterlag der linke Präsidentschaftskandidat der linksgerichteten Partei der Demokratischen Revolution (PRD), Andrés Manuel López Obrador, dem Kandidaten der Regierungspartei Partei der Nationalen Aktion (PAN), Felipe Calderón. López Obrador und seine Anhänger werfen Calderón jedoch Wahlbetrug vor und kündigten die Gründung einer Gegenregierung an. Vertreter des PAN fürchteten, dass eine erfolgreiche Absetzung des Gouverneurs Ruiz die Sache Obradors stärken könnte. Calderón war außerdem auf die Stimmen von Ruiz’ Partei PRI im Kongress angewiesen.
Ferner kam es am 3. und 4. Mai 2006 in der Kleinstadt San Salvador Atenco im Bundesstaat México unter dem damaligen Gouverneur Enrique Peña Nieto zu heftiger Gewaltanwendung von Polizeikräften der bundesstaatlichen und nationalen Ebene gegen Demonstranten, die sich dem Neubau eines Flughafens widersetzten. Laut einem Bericht der nationalen Menschenrechtskommission wurden 207 Menschen Opfer von Gewaltmissbrauch, 145 wurden willkürlich verhaftet und 26 Frauen erlitten sexuelle Übergriffe. Die Ereignisse wirkten radikalisierend auf die Protestierenden in Oaxaca.
Gelegentlich werden Parallelen zwischen der APPO und der Zapatistischen Nationalen Befreiungsarmee (EZLN) gezogen, die 1994 im benachbarten Bundesstaat Chiapas rebellierte und seitdem Teile des Landes kontrolliert. Zwar werden beide Organisationen maßgeblich durch Indigene getragen, die sowohl in Oaxaca als auch in Chiapas einen wichtigen Bevölkerungsanteil stellen. Im Gegensatz zur EZLN, die im Kern eine militärische Organisation ist, versteht sich die APPO aber als rein nichtmilitärische Bewegung. Dennoch gab es im Rahmen der „Anderen Kampagne“, mit der sich die Zapatisten seit 2006 um eine landesweite außerparlamentarische Opposition bemühen, eine Zusammenarbeit zwischen beiden Organisationen.

## Internationale Beachtung
Die internationalen Medien berichteten zunächst nur zögerlich über die Ereignisse in Oaxaca, wobei die Kommentare überwiegend neutral bis verständnisvoll waren.
Nach der Ermordung des US-amerikanischen Journalisten Bradley Roland Will und dem Einmarsch der Policía Federal Preventiva nahm das Medieninteresse jedoch zu. Allerdings wurde weiter von verschiedenen Seiten eine zu geringe internationale Beobachtung beklagt.
Nach der zunehmenden Eskalation des Konflikts kam es in vielen Städten in Europa und Amerika zu Protesten, darunter auch in Bern, Berlin, Hamburg und München. Am 3. November wurde zudem ein offener Brief zur Unterstützung der APPO und der Proteste veröffentlicht. Zu den Unterzeichnern gehören Noam Chomsky, Eduardo Galeano, Michael Hardt, Naomi Klein, Michael Moore, Antonio Negri, Arundhati Roy, Starhawk und Howard Zinn.

## Kritik
Der Konflikt hat vor allem der Tourismusindustrie in Oaxaca geschadet. Nicht nur für große Hotels, sondern auch für kleine Familienunternehmen, die auf den Tourismus angewiesen sind, fielen für fast ein Jahr die Einnahmen aus. Dies traf zudem nicht nur auf den eigentlichen Schauplatz des Konflikts, die Stadt Oaxaca, zu, sondern betraf auch andere touristische Ziele im Süden Mexikos.
Die Teilnahme urbaner und sichtbar subkultureller, politisch aktiver Gruppen, unter ihnen radikale Studierende und Punks aus Mexiko-Stadt, die sich im Laufe der Mobilisierung der APPO anschlossen, verschreckte vor allem jene Bewohner von Oaxaca, die sich nicht selbst an der Mobilisierung beteiligten. Auch wurde immer wieder von Staatsseite versucht, die Guerillagruppe Revolutionäre Volksarmee (EPR) mit der APPO in Verbindung zu bringen. Für die meisten Toten werden rechte, paramilitärische Einheiten verantwortlich gemacht. Es wurde aber auch ein Lehrer umgebracht, der dem Streik kritisch gegenüberstand. Während Ruiz die APPO für diesen Mord verantwortlich macht, wies diese jede Verantwortung zurück. Sie erklärte, auch dieser Mord sei Teil einer Eskalationsstrategie Ruiz’, die letztlich zum Eingreifen des Militärs in Oaxaca führte. Trotz der oft durch Vertreter der APPO proklamierten Gewaltlosigkeit wurden von APPO-Mitgliedern in Auseinandersetzungen mit Polizei und Militär regelmäßig Steine und Flaschen als Wurfgeschosse eingesetzt. Zudem kamen bei derartigen Gelegenheiten auch sogenannte Bazookas zum Einsatz, Plastikrohre, die als Zielvorrichtung für Feuerwerkskörper dienten.
Ein Kämpfer auf Seiten der APPO berichtete über die Schlacht am 14. Juni unter anderem: „Wir haben alles, was wir zur Verteidigung benutzen konnten, aufgegriffen: Eisenstangen Holzknüppel, die ersten Mollis etc.“
Zudem hat der über fünf Monate andauernde Streik der Lehrer vor allem Kindern aus ärmeren Familien geschadet, weil Familien mit besserem Einkommen ihre Kinder oft auf private Schulen schicken.
Viele der mexikanischen Massenmedien berichteten aufgrund ihrer Abhängigkeit von der Regierung überwiegend kritisch über die APPO. So wurde die Besetzung der Stadt als illegal kritisiert und auf wirtschaftliche Schäden und Zerstörungen in der zum Weltkulturerbe der UNESCO zählenden Altstadt hingewiesen.

## Geschichte des Konflikts

### Vorgeschichte
Der Konflikt zwischen der indigenen Bevölkerung und der Regierung geht bis auf die Gründung des mexikanischen Bundesstaates Oaxaca im Jahre 1824 zurück. 418 von 570 Distrikten in Oaxaca werden nach Sitten und Gebräuchen der indigenen Dorfgemeinschaften verwaltet.
Gegen Ende des 20. Jahrhunderts kam es vermehrt zur Selbstorganisation der indigenen Bevölkerung. So wurde 1990 in den Bergen nördlich von Oaxaca die Vereinigung der Organisationen der Sierra Juárez von Oaxaca (UNOSJO) gegründet, die sich im Frühjahr 2006 der APPO anschloss. Dieser Bauernorganisation geht es um die Autonomie der in der Sierra lebenden zapotekischen Bevölkerung, den Erhalt traditioneller Anbaumethoden, sowie um den Schutz der Wälder, des Wassers und des heimischen Saatguts. Die Organisation setzt sich u. a. gegen die Abholzung durch ausländische Holzkonzerne, für den Anbau organischen Kaffees sowie gegen die Einfuhr von genmanipuliertem Mais ein.
Seit 1984 übergibt die Lehrergewerkschaft traditionell am 1. Mai (Tag der Lehrer) in Oaxaca eine Petition an die Regierung. In vielen Jahren wurde daraufhin eine Woche gestreikt, bis die Regierung sich entschloss, einige Forderungen umzusetzen.
Am 1. Dezember 2004 wurde Ulises Ruiz Ortiz zum Gouverneur von Oaxaca gewählt. Er gehört der Partei der Institutionellen Revolution (PRI) an, die Mexiko von 1929 bis 2000 regierte und der Unterdrückung und Korruption vorgeworfen wird. Die extreme Verschärfung der Repression und der Zensur während seiner Amtszeit verstärkten den Unwillen über die politische Situation.
Die Mobilisierung von 2006 nahm zwar mit den Protesten der Lehrer ihren Anfang. Aufgrund der allgemeinen Unzufriedenheit mit der Regierungspolitik fanden deren Aktionen aber breite Unterstützung in der Bevölkerung und mit der APPO entstand eine Bewegung, die ein breites Spektrum sozialer Gruppen umfasste. Auch die Forderungen der indigenen Bevölkerung spielten eine wichtige Rolle. Hierzu gehörte vor allem das Recht auf die eigene Sprache, auf Autonomie und die Anerkennung als gleichberechtigte Bürger.

### Mai 2006
Am 1. Mai verlangt die Sektion 22 der Lehrergewerkschaft SNT in Oaxaca eine Erhöhung der Löhne, eine bessere Ausstattung von Schulen und andere soziale Leistungen wie z. B. Frühstück für die Kinder, die oft hungrig zum Unterricht kommen. Ulises Ruiz weigert sich, auf jegliche Forderungen einzugehen und leitet eine Medienhetze gegen Lehrer ein.
Am 22. Mai ruft die Sektion 22 zu einem landesweiten Streik an den öffentlichen Schulen auf. Die Streikenden bestimmen den Hauptplatz (Zócalo) von Oaxaca als zentralen Kundgebungsort und Ausgangspunkt für Protestmärsche, mit denen sie den Verkehr in der Stadt zum Erliegen bringen. Der Zócalo entwickelt sich in den folgenden Wochen mehr und mehr zu einem Feldlager. Stände und Zelte werden aufgebaut, Transparente aufgehängt und die Wände der Altstadthäuser mit politischen Parolen beschriftet.

### Juni 2006

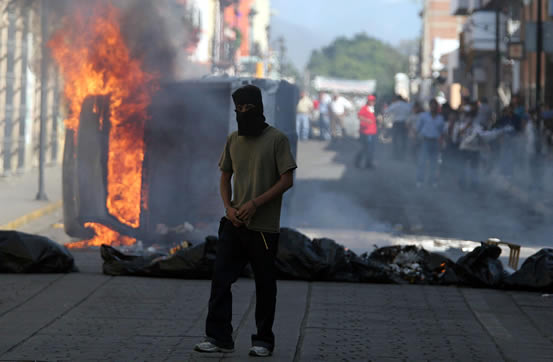
Straßenschlachten in Oaxaca

Am 14. Juni, nach 23 Tagen Streik, rückt um 3:30 morgens eine Streitmacht von etwa 3000 lokalen Polizisten unterstützt von Feuerwehrleuten und Hubschraubern am Zócalo an. Dort stehen ihnen etwa 30.000 Demonstranten entgegen. In der darauffolgenden stundenlangen Straßenschlacht werden von der Polizei Tränengas und Gummigeschosse und auf Seiten der Demonstranten Brandsätze, Steine und Feuerwerkskörper eingesetzt. Dank der Unterstützung der Stadtbevölkerung können sich die Demonstranten einer Räumung des Platzes widersetzen. An diesem Tag werden mehr als hundert Menschen ins Krankenhaus eingeliefert, Tote gibt es noch nicht.
Am 17. Juni wird als Reaktion auf den Polizeieinsatz in einer Versammlung von Lehrern, Eltern, Gemeindevertretern und Mitgliedern nichtstaatlicher Organisationen und sozialer Basisgruppen eine Dachorganisation gegründet, die Volksversammlung der Völker von Oaxaca (APPO). Von ihr sollen die weiteren Proteste koordiniert werden.
Am 18. Juni baut die APPO das Lager am Zócalo vollständig wieder auf und erklärt den Verwaltungsrat der Stadt Oaxaca für abgesetzt. Hunderte Barrikaden werden in den Straßen errichtet, um weitere Polizeiüberfälle zu verhindern. Die APPO beginnt gleichzeitig, landesweit Unterstützung zu mobilisieren und ruft bundesweit dazu auf, ähnliche Volksorganisationen zu gründen. Eine populäre Parole ist: „Wir brauchen keine Führer, um unsere Probleme zu lösen.“

### Juli 2006
Für die Präsidentschaftswahlen und die Wahlen der Abgeordneten des Parlaments am 2. Juli wird von der APPO über einen Wahlboykott diskutiert. Schließlich entscheiden sich die Protestierenden für die Unterstützung der linksreformistischen PRD um Manuel López Obrador. Die rechtsgerichtete PAN gewinnt diese Wahlen mit einer hauchdünnen Mehrheit. Die Opposition spricht von Wahlbetrug.
Das in der Woche um den 15. Juli traditionell stattfindende Guelaguetza-Fest, das jährlich Tausende von Besuchern anlockt, wird von der APPO gewaltsam verhindert. Protestierende blockieren den Zugang zum Auditorium, das gegen den Widerstand weiter Teile der Bevölkerung durch die Staatsregierung gebaut worden war, um die Feierlichkeiten exklusiver zu gestalten. Busse und Mülltonnen werden in Brand gesetzt und die Wände mit politischen Parolen wie „Touristen, geht nach Hause! Hier in Oaxaca sind wir keine Kapitalisten“ beschriftet. Aufgrund des Boykotts weiter Teile der Stadtbevölkerung sagt die Regierung schließlich die offiziellen Guelaguetza-Feiern ab.

### August 2006
Am 1. August stürmen Anhänger der APPO Fernseh- und Radiostationen in der Stadt. Selbstverwaltete Radios spielen im Folgenden eine wichtige Rolle für die Koordination der Proteste. So nutzt die APPO diese Radiostationen, um Informationen zu verbreiten, vor drohenden Polizeiüberfällen und vor den zunehmend aktiveren paramilitärischen Gruppen zu warnen. Zudem wird immer wieder die Absetzung von Ulises Ruiz und die Freilassung einer wachsenden Zahl von politischen Gefangenen gefordert. Paramilitärische Gruppen, die oft zur Regierungspartei PRI loyal stehen, verüben immer wieder nächtliche bewaffnete Angriffe auf APPO-kontrollierte Radiostationen und zerstören dabei die Sender.
Diese Angriffe führen zu einer Eskalation der Gewalt. Immer wieder greifen Paramilitärs auch die Barrikaden der APPO an. Die beteiligten Personen werden als Mitglieder von regierungstreuen Organisationen und als örtliche Polizisten in Zivil entlarvt. Diese Angriffe enden oft in Schießereien, bei denen es auch zu Toten kommt.
Der Gouverneur Ulises Ruiz wird aus dem Regierungsgebäude vertrieben und verschanzt sich im internationalen Flughafen.

### September 2006
Am 14. September übernehmen Lehrer und APPO-Mitglieder das Verwaltungsgebäude von Huautla de Jiménez, einem Dorf in der Sierra Mazateca nördlich von Oaxaca.
Am 20. September bricht eine Karawane von Oaxaca nach Mexiko-Stadt auf, um dort den direkten Dialog mit Vertretern des Mexikanischen Staates zu suchen.

### Oktober 2006
Am 9. Oktober trifft die Karawane im Regierungsviertel von Mexiko-Stadt ein und nimmt den Dialog auf.
Am 26. Oktober 2006 einigt man sich darauf, dass die Lehrer nach 5 Monaten den Unterricht wieder aufnehmen und in die Schulen zurückkehren.
Am 27. Oktober 2006 werden während Auseinandersetzungen zwischen APPO-Mitgliedern und Paramilitärs der US-amerikanische Polit-Aktivist und Indymedia-Reporter Bradley Roland Will aus New York sowie der Lehrer Emilio Alonso Fabián und Esteban López Zurita erschossen.
Lizbeth Cana, Oberste Justizbeamtin von Oaxaca, behauptet, die Schießerei sei von den Protestierenden selbst provoziert worden und die Täter seien Einheimische auch Oaxaca-Stadt. Der amerikanische Botschafter in Mexiko, Toni Garza vermutet jedoch, die Täter seien Mitglieder der örtlichen Polizei gewesen.
Der noch amtierende mexikanische Präsident Vicente Fox nimmt den Mord an Brad Will zum Anlass, um die Bundespolizei PFP nach Oaxaca zu entsenden.
Am 29. Oktober rückt abermals eine Streitmacht von ungefähr 3.500 Bundespolizisten, 3.000 Militärpolizisten sowie 3.000 Soldaten in Oaxaca ein. Trotz dieser Übermacht wehren die Demonstranten sich gewaltsam gegen eine Räumungsaktion. Bei den Kämpfen werden mindestens zwei Menschen getötet. Das APPO-Radio meldet Polizeiüberfälle auf Häuser von Aktivisten. Hubschrauber werfen Tränengasgranaten auf Demonstranten ab. Die APPO spricht von 'Dutzenden' Todesfällen. unbekannt.
Die mexikanische katholische Bischofskonferenz unterstützt das Eingreifen der Bundespolizei in den Konflikt.

### November 2006
Am 6. November gibt es im Zusammenhang mit dem Aufstand in Oaxaca Bombenanschläge auf Banken und ein Restaurant in Mexiko-Stadt. Auch das Bundeswahltribunal und das Auditorium im PRI-Hauptquartier werden durch Explosionen beschädigt. Menschen kommen nicht zu Schaden.
Eine Allianz aus fünf linksgerichteten Gruppen bekennt sich zu den Anschlägen. Die in der APPO organisierten Gruppen hingegen streiten ab, daran beteiligt gewesen zu sein oder im Vorhinein davon gewusst zu haben.
Zwischen dem 14. und 17. November hält die APPO trotz massiver Präsenz der Bundespolizei PFP einen Kongress mit dem Ziel ab, Oaxaca eine neue Verfassung zu geben. Es gründet sich ein Rat von 260 Vertretern verschiedener Regionen des Landes, dem auch 40 Vertreter der Lehrergewerkschaft angehören. Aufgabe dieses Rates soll es sein, alternative politische Vorschläge zu entwickeln.
Am 17. November, dem letzten Kongresstag, kommt es zu schweren Auseinandersetzungen mit der Polizei. Die APPO zählt als Folge der Straßenschlachten 17 Tote und vierzig Gefangene in ihren Reihen.
Am 25. November 2006 kommt es bei einer von der APPO organisierten Großdemonstration abermals zu gewaltsamen Zusammenstößen mit der Polizei. Der Marsch beginnt friedlich, aber die Situation verschärft sich, als Demonstranten versuchen, den Zócalo wieder einzunehmen. Die Polizei setzt Tränengas und Gummigeschosse ein.
Die Kämpfe breiten sich schnell in der Stadt aus, wobei APPO-Mitglieder ihre Barrikaden mit Wurfgeschossen und Feuerwerkskörpern verteidigen. Die Polizei räumt gewaltsam das APPO Lager vor der Santo Domingo-Kirche. Dabei kommt es zu drei Toten, vielen Verletzten und mindestens 160 Verhafteten aus den Reihen der APPO.
Am 25. und 26. November werden als Reaktion auf das brutale Vorgehen der Polizei Autos, Regierungsbüros und ein Universitätsgebäude sowie eine Handelsvereinigung angezündet. Drei Hotels werden angegriffen und Geschäfte geplündert.
Am 27. November verkündet der Chef der Bundespolizei PFP, Ardelio Vargas: „Es wird keine Toleranz […] mehr für diejenigen geben, die gegen das Gesetz verstoßen. Die Befugnisse und Ordnungen der Verhaftung werden von der Polizei, aber von lokalen Polizisten und Richtern strikt durchgesetzt“. Diese Ankündigungen werden in einer Repressionswelle, die an den „schmutzigen Krieg“ der 1970er Jahre in MexiKo erinnert, in die Tat umgesetzt. Bewegungsführer werden verhaftet und die Büros zahlreicher sozialer Organisationen durchsucht und zerstört.
In den folgenden Tagen entfernt die APPO die letzte ihrer Barrikaden und übergibt die Kontrolle der Universitätsradiostation dem Rektor. Einige APPO-Führer tauchen unter um einer Verhaftung zu entgehen.

### Dezember 2006
Am 4. Dezember wird einer der symbolischen Führer der APPO, Flavio Sosa, auf Grund seiner angeblichen Beteiligung an Barrikadenbau und Vandalismus in Oaxaca verhaftet. Sein Bruder, Horacio, und zwei andere Männer werden ebenfalls verhaftet. Die PRD, deren Mitglied Sosa ist, nimmt sich seiner Verteidigung an.
In der folgenden Woche verhaftet die Bundespolizei PFP auch Mitglieder der Staatspolizei von Oaxaca wegen des Verdachts auf Mord an APPO-Mitgliedern während der Auseinandersetzungen.

### Juli 2007
An den Kommunalwahlen in Oaxaca nimmt die APPO nicht teil und ruft zur Enthaltung auf, so kommt es zu einer extrem niedrigen Wahlbeteiligung (23 %). Die Regierungspartei gewinnt. Außerdem kommt es zu einem Boykott des traditionellen Volksfests Guelaguetza durch ca. 10.000 Demonstranten, wogegen die Polizei erneut gewalttätig vorgeht. Es folgt eine zweite Verhaftungswelle mit Entführungen und Anschlägen auf Aktivisten.

### Oktober 2009
Der Oberste Gerichtshof stellt in einer Resolution fest, dass Gouverneur Ulises Ruiz sich schwerer Menschenrechtsverletzungen schuldig gemacht habe. Dieser lehnt die Resolution und jedwede Verantwortung ab.

### Dezember 2010
Mit Gabino Cué Monteagudo der Vielparteienkoalition PAN, PRD, Convergencia und PT gewinnt erstmals in der neueren Geschichte des Bundesstaates ein Kandidat die Gouverneurswahlen, der nicht der PRI angehört. Er grenzt sich stark von seinem Vorgänger Ulises Ruiz ab und verfolgt gegenüber der Zivilgesellschaft eine offene Politik. Er erkennt offiziell die Schuld der Vorgängerregierung am Konflikt von 2006 an und vereinbart Entschädigungszahlungen. Außerdem genehmigt er – nach längerem Widerstreben – eine lange von Seiten der Opfer geforderte Wahrheitskommission zur Aufklärung der damaligen Ereignisse. Trotz seiner glaubhaften Menschenrechtsagenda kam es bis heute zu keiner Verurteilung wegen der Gewalt während des Konflikts, was vor allem dem großen Einfluss der PRI-Kader auch unter seiner Regierung und in der Verwaltung zugeschrieben wird.

## Wahrheitskommission zur Untersuchung der Menschenrechtsverletzungen in den Jahren 2006 und 2007
Im November 2014 setzte die Regierung des Bundesstaates Oaxaca unter Gouverneur Cué eine Wahrheitskommission (Comisión de la Verdad) unter Leitung von Alejandro Solalinde ein, die die Gewalttaten in den Jahren 2006 und 2007 einschließlich einer eventuellen Verantwortung des damaligen Gouverneurs Ruiz für die in jenen Jahren begangenen Menschenrechtsverletzungen untersuchen wird und ihren Bericht im März 2016 vorlegen soll.

### Artikel zu 2006
- FAZ: Zusammenfassender Artikel zum 30. Oktober 2006
- Laura Carlsen - Oaxaca fights back

### Videos zu 2006
- Dokumentation: Un poquito de tanta verdad (spanisch)
- Dokumentation: En Oaxaca no pasa nada (spanisch/französisch)
- Dokumentarfilm "El enemigo comun"*
- Augenzeugenbericht und Video zu den Ereignissen vom 29. Oktober 2006 (englisch)
- Ein Lehrer erzählt von seinen Eindrücken von 2006 (englisch)
- From the edge of the blade (englisch)

### Organisationen
- Website der Organisation Codigo-DH, Nachfolgerin des Comité 25 de Noviembre, das einen großen Teil der Opfer von 2006 vertritt (spanisch)
- Website der Organisation Limeddh, die ebenfalls Opfer von 2006 vertritt (spanisch)
- Offizielle Website der CODEP, einer der stärksten Fraktionen im heterogenen Spektrum der APPO mit aktuellen Berichten (spanisch)

### Blogs & Zeitungen
- El Enemigo Comun – In Solidarität zur Bewegung 2006 gegründeter Blog, der heute linke, basiszentrierte Themen aus ganz Mexiko abdeckt (englisch)
- Chiapas98 – Linksgerichtetes, deutschsprachiges Newsportal zu den Entwicklungen in Oaxaca
- Noticias – Die größte Tageszeitung Oaxacas, die sich damals auf die Seite der Demonstranten gestellt hatte (spanisch)